# 水頭碼頭
水頭碼頭，又叫水頭商港、水頭港區，位於中華民國福建省金門縣金城鎮，為金門港的一港區，營運航線目的地有中國大陸廈門市與泉州市。

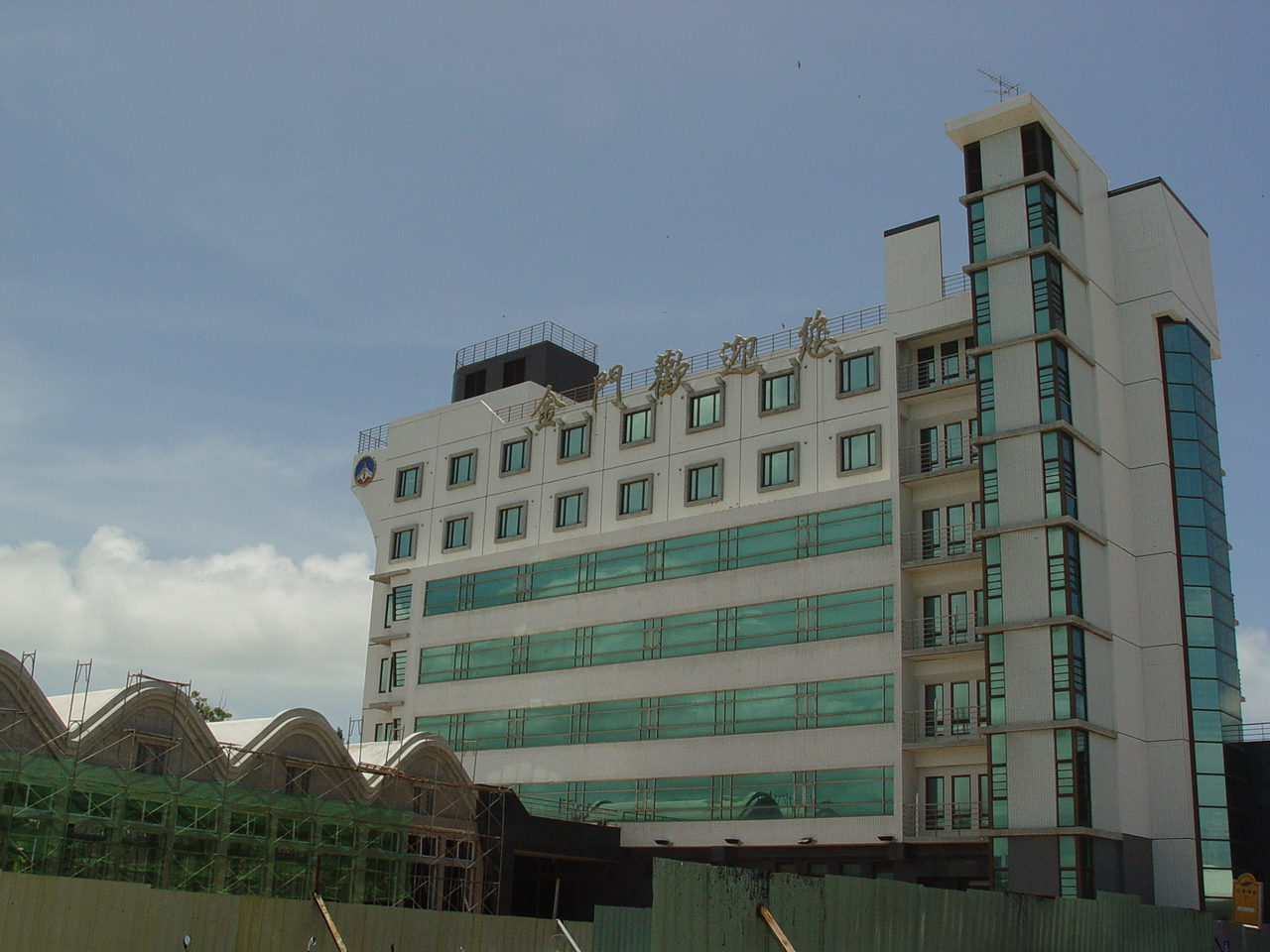
水頭碼頭的中華民國海關大廈

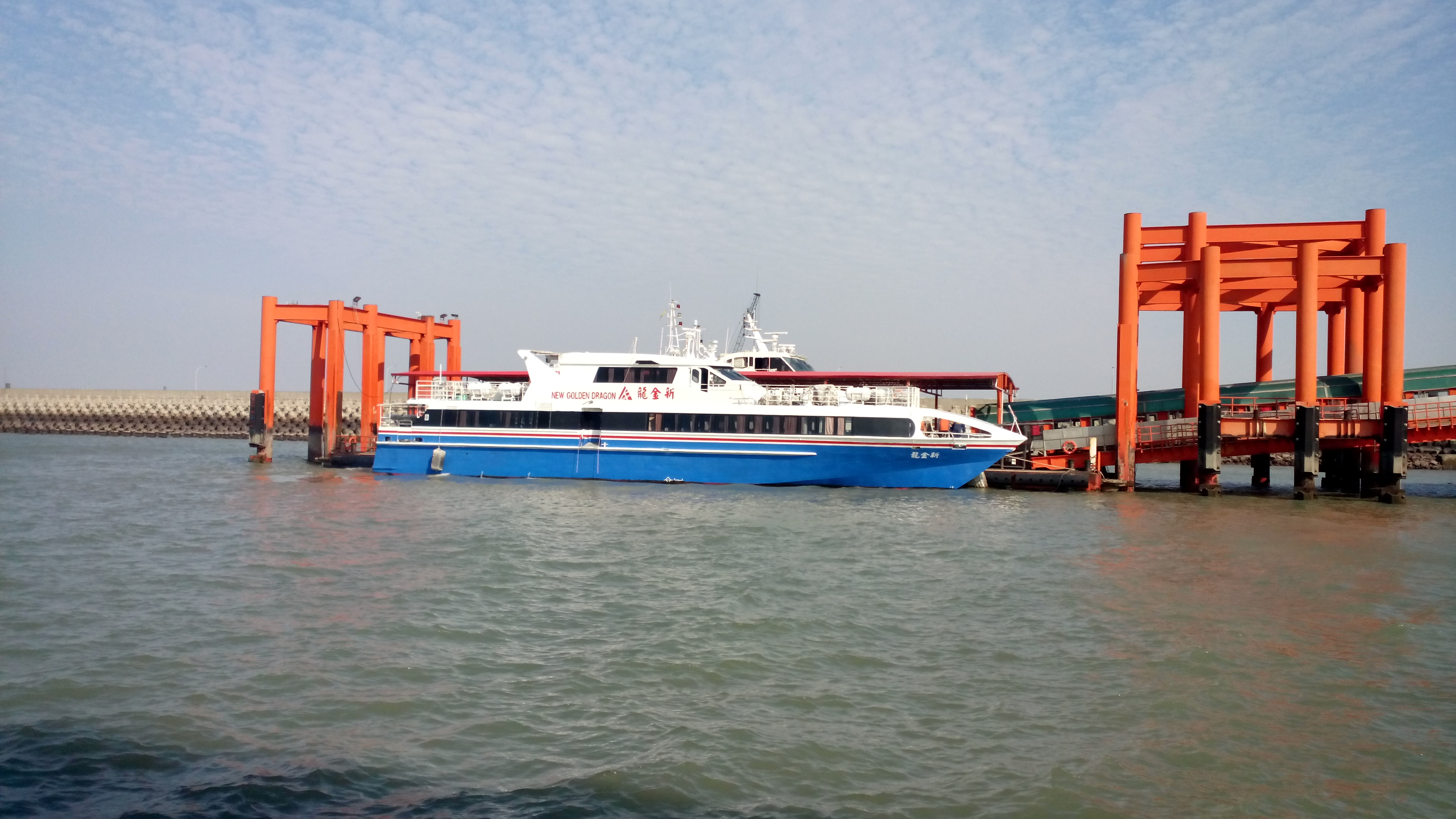
新金龍號客輪停靠水頭碼頭

## 航線

### 營運中
兩岸
 福建省廈門市五通碼頭（每日12班）

 福建省泉州市石井碼頭（每日2班）

### 已停航
國內
金門縣烈嶼鄉九宮碼頭（金門大橋代替其功能）

兩岸
 福建省廈門市東渡碼頭（2014年4月24日起）

## 公車資訊
| 編號 | 經營業者             | 區間      | 備註               |
| ---- | -------------------- | --------- | ------------------ |
| 7    | 金門縣公共車船管理處 | 金城—水頭 | 20：30分回程繞古崗 |
| 7A   | 金門縣公共車船管理處 | 金城—水頭 |                    |
| 7B   | 金門縣公共車船管理處 | 金城—水頭 |                    |

## 未來展望
自2001年開放小三通後，往來金廈兩門之旅客人數屢創新高，旅客量已達176萬人次，既有客運中心漸感不敷使用，金門縣港務處提出「水頭港大型旅客服務中心」新建工程，由姜樂靜建築師事務所團隊設計，永青營造工程施作，以金門傳統燕尾飛簷、軌條砦轉化元素，打造金門新地標，工程經費約28.084億元，預計2024年9月完工並預定2025上半年試營運。